# Ан-деван-Пьерпон
Ан-дева́н-Пьерпо́н (фр. Han-devant-Pierrepont) — коммуна во французском департаменте Мёрт и Мозель региона Лотарингия. Относится к  кантону Лонгийон.	

## География
Ан-деван-Пьерпон расположен в 50 км к северо-западу от Меца и в 90 км к северо-западу от Нанси. Соседние коммуны: Пьерпон на севере, Буамон и Базай на северо-востоке, Сен-Сюппле и Мерси-ле-Ба на юго-востоке, Рувруа-сюр-Отен на юго-западе.

## История
- Коммуна принадлежала диосезу Трира.
- В 1997 году Ан-деван-Пьерпон был переведён из департмента Мёз в Мёрт и Мозель.

## Демография
Население коммуны на 2010 год составляло 133 человека.
| 1962 | 1968 | 1975 | 1982 | 1990 | 1999 | 2010 |
| ---- | ---- | ---- | ---- | ---- | ---- | ---- |
| 169  | 141  | 105  | 118  | 121  | 115  | 133  |

## Достопримечательности
- Церковь святых Петра и Павла XII—XVIII веков была разрушена во время Первой мировой войны, восстановлена в 1933 году.
- Старая мельница на реке Крюн.